# Campo Imperatore
Campo Imperatore (anticamente Campo Imperiale, nome attribuitogli da Federico II di Svevia) è un vasto altopiano, di origine glaciale e carsico-alluvionale, situato tra i 1 500 e i 2 100 m di quota s.l.m. in provincia dell'Aquila, in Abruzzo, nel cuore del massiccio del Gran Sasso e del Parco nazionale del Gran Sasso e Monti della Laga. Esteso tra i territori comunali di Barisciano, Calascio, Carapelle Calvisio, Castelvecchio Calvisio, Castel del Monte, L'Aquila e Santo Stefano di Sessanio, è sede dell'omonima stazione sciistica, dell'osservatorio astronomico e del giardino botanico alpino.

## Geografia
(Francesco De Marchi, in Il Corno Monte, 1573)

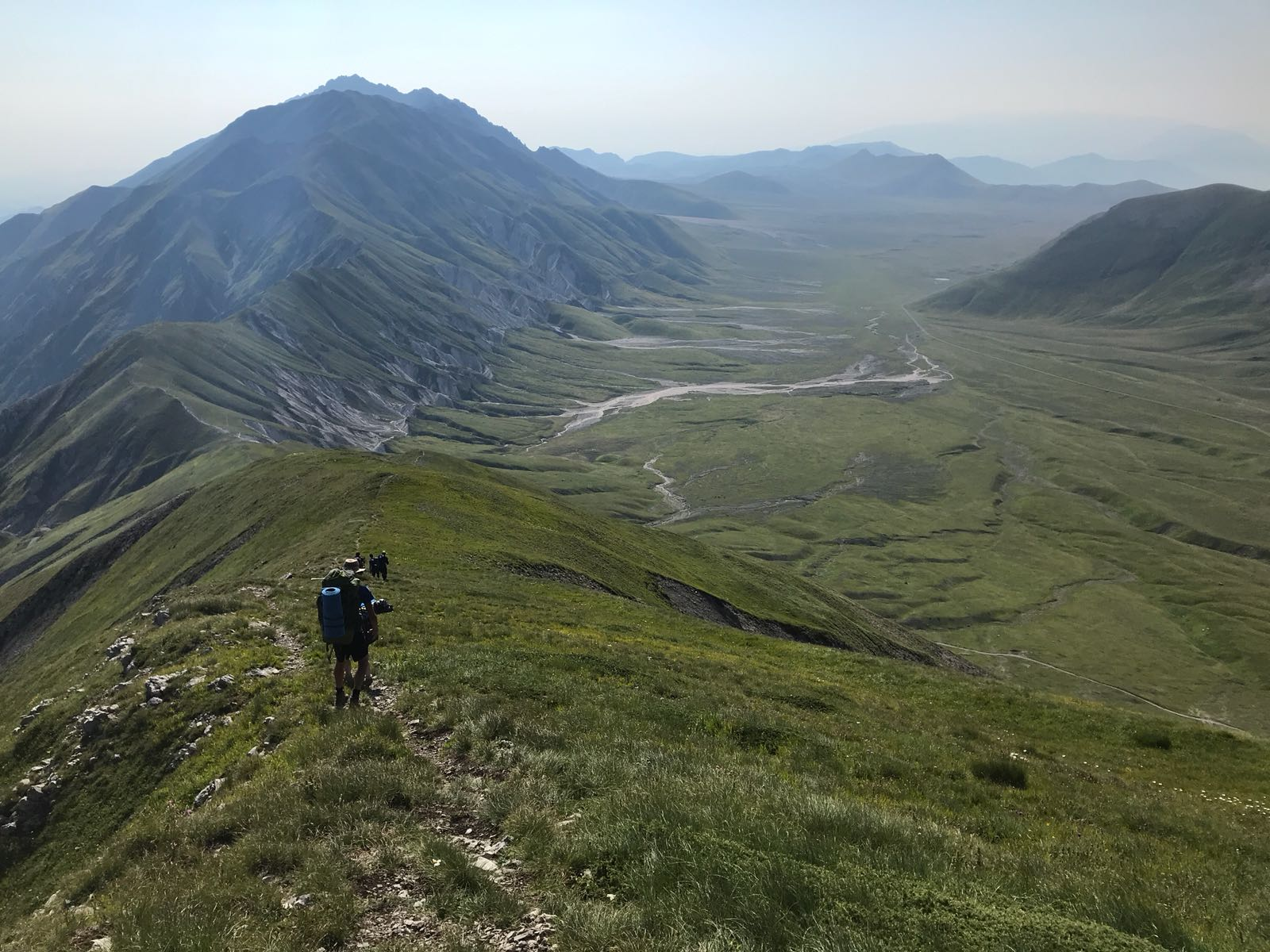
Campo Imperatore in estate da Monte Aquila (sulla sinistra Monte Brancastello, in fondo Fonte Vetica e Vado di Sole)

L'altopiano, tra i più vasti d'Italia e il più vasto degli Appennini, si estende per un massimo di 18 km in lunghezza e 8 km di larghezza sulla direttrice che va da nord-ovest a sud-est, per una superficie complessiva di circa 75 km² a un'altitudine variabile tra i 1 460 m della Val Voltigno fino ai 2 138 m della stazione meteorologica, ed è compreso nel Parco nazionale del Gran Sasso e Monti della Laga. Il noto alpinista Fosco Maraini lo paragonò, su piccola scala, alla valle di Phari Dzong, coniando il termine di Piccolo Tibet che è ancora oggi d'uso comune.

### Territorio

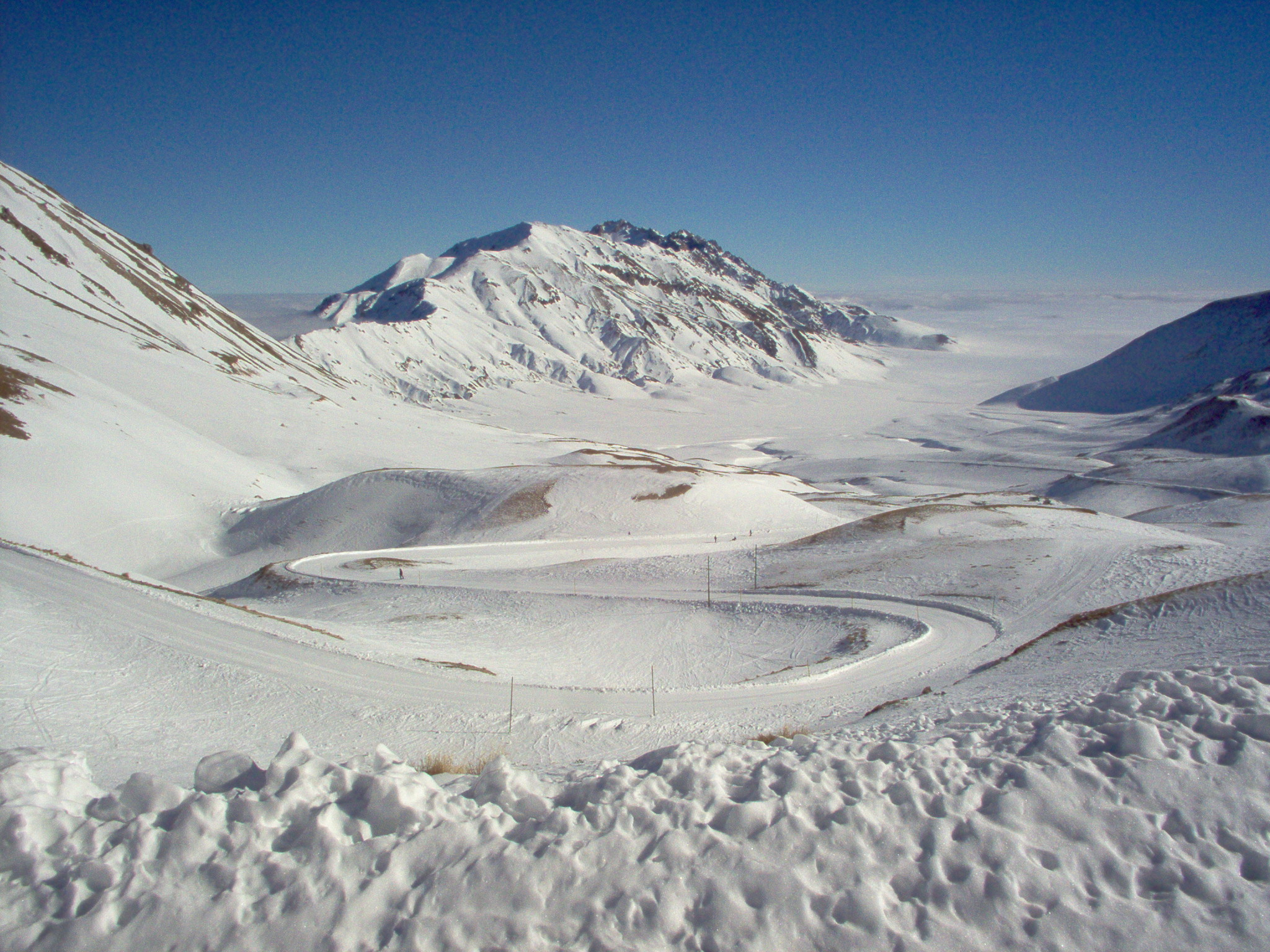
Campo Imperatore in inverno (sulla destra Monte Aquila, Vado di Corno e, al centro, Monte Brancastello)

Campo Imperatore è delimitato a ovest da parte della dorsale occidentale del Gran Sasso con il Monte Scindarella e Monte Portella, a nord-est da parte della dorsale orientale del massiccio con i monti Aquila, Brancastello, Prena e Camicia e dal Corno Grande (nell'estremità nord-occidentale dell'altopiano, al confine con Campo Pericoli), a est dai monti Vito, Guardiola e Capo di Serre e a sud-ovest dalla catena formata da Montecristo-Fossa di Paganica e Monte Bolza che separa l'altopiano dal territorio di Santo Stefano di Sessanio e Calascio.
I prodromi meridionali sono segnati dal Pian del Voltigno e il Vallone di Cretarola a sud di Fonte Vetica. I passi che lo delimitano sono Vado di Corno a est, Vado di Sole e Valico di Capo la Serra a sud, Sella di Monte Aquila e Passo della Portella a nord.
Il territorio è quasi del tutto spoglio di vegetazione sia per la quota altimetrica abbastanza elevata sia per l'opera di disboscamento dei secoli passati. Dispone di una buona biodiversità arborea e aviforme con presenza di aquile, falchi, gracchi e numerose specie di passeriformi durante il periodo migratorio. È luogo di pascolo e refrigerio estivo per mandrie e greggi dei centri limitrofi come Castel del Monte, Calascio e Santo Stefano di Sessanio, nonché in passato luogo di riferimento per la pastorizia e la transumanza.
Tutto il perimetro meridionale della piana, a cavallo con la vallata di Barisciano e l'altopiano di Navelli, è caratterizzata da una decina di laghetti di forma semicircolare e modesta profondità la cui origine, meteoritica per alcuni, meteorica e legata all'influenza dell'uomo per altri, è ancora incerta. Tra questi spicca il lago di Pietranzoni posto al centro dell'altopiano con ampia veduta alle spalle del Corno Grande.

#### Valloni

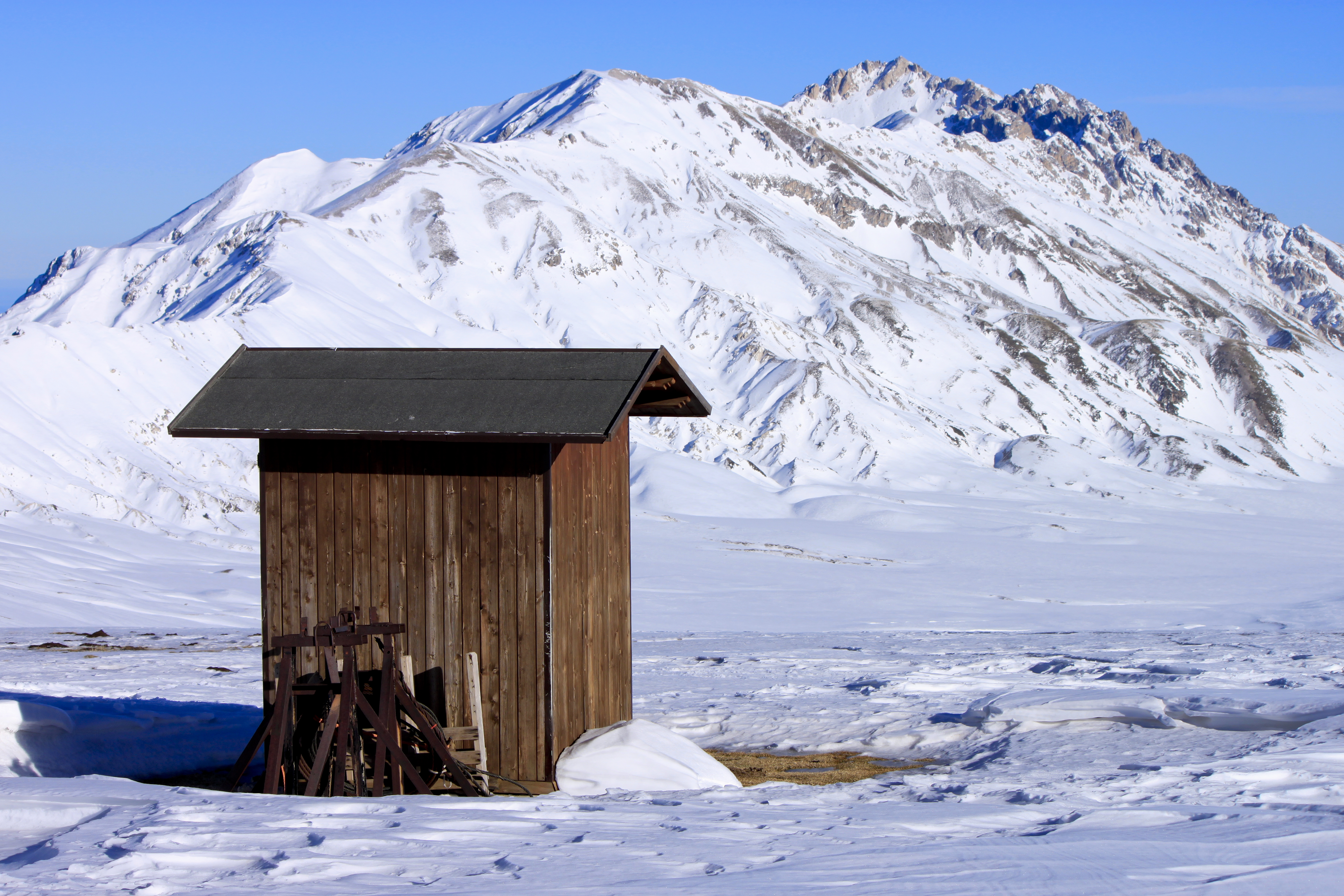
Crostone sull'altopiano e Monte Brancastello in primo piano, dietro Monte Prena

La parte nord-occidentale di Campo Imperatore, alle pendici del Monte Portella, nota come Valloni, è la più antropizzata ed è caratterizzata da strutture culturali, sportive e ricettive. A quota 2 135 m di altitudine ha sede il giardino botanico alpino di Campo Imperatore dedicato alla coltivazione e allo studio della flora d'elevata altitudine; a quota 2 130 m sorge lo storico albergo dove nel 1943 fu tenuto prigioniero Benito Mussolini fino alla sua liberazione avvenuta il 12 settembre da parte dei soldati tedeschi guidati dal capitano delle SS Otto Skorzeny nell'ambito della celebre Operazione Quercia.
A quota 2 138 m si trova la stazione meteorologica di Campo Imperatore, ufficialmente riconosciuta dall'Organizzazione meteorologica mondiale; infine a 2 145 m si stagliano le cupole della stazione di osservazione, facente parte dell'Osservatorio astronomico d'Abruzzo, dotata di un telescopio di oltre un metro di diametro. Nei pressi sorge la Madonna della Neve.

#### Piano Racollo
È la parte sud-ovest dell'altopiano, in comunicazione con l'altopiano di Navelli tramite una strada che sale da Barisciano-San Pio delle Camere-Carapelle Calvisio e Santo Stefano di Sessanio. In esso è presente un piccolo laghetto ed un rifugio omonimo.

#### Fonte Vetica

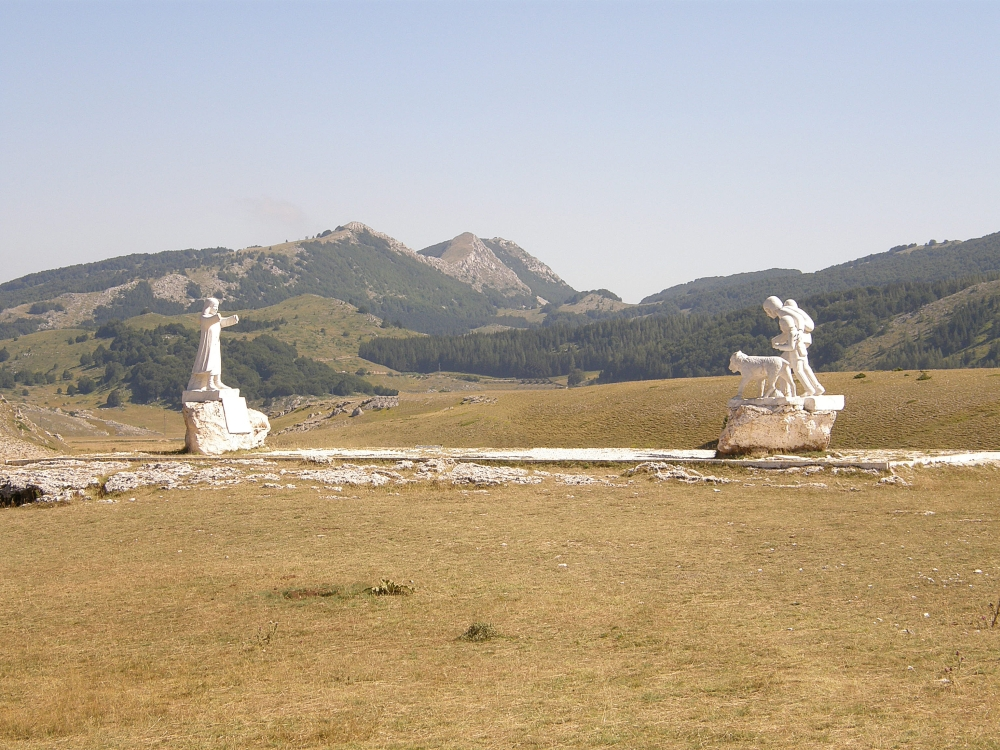
Monumento di Fonte Vetica e Monte Bolza sullo sfondo

Fonte Vetica è invece la zona sud-est di Campo Imperatore, attestata a una quota di 1 634 m, e circondata sui versanti sud-occidentali del Monte Camicia dall'unica zona boschiva dell'altopiano, come l’abetina di Fonte Vetica, (rimboschimento di Abete rosso, Abete bianco, Larice, Pino nero e Pino silvestre e boschi di faggio) che si estende fino a Vado di Sole, Valico di Capo di Serre e i contrafforti del Monte Bolza.
È citata nella memoria locale per una tragedia avvenuta il 13 ottobre del 1919 quando una tempesta di neve, giunta in anticipo sull'inverno, causò la morte di un pastore, Pupo Nunzio di Roio, di due suoi figli piccoli e di cinquemila pecore del suo gregge; vi è stato posto un monumento e una lapide commemorativa di questo episodio, opera dello scultore Vicentino Michetti. Nel 2006 il monumento è stato gravemente danneggiato da vandali.
Nei pressi si trova la zona cosiddetta dei macelli in cui punti di ristoro fissi vendono salumi, insaccati, formaggi e carne fresca (tra cui i tipici arrosticini) da cucinare all'esterno in apposite aree attrezzate con tavoli, fornacelle, carbone e bombola a gas. È presente in zona anche l'omonimo rifugio appenninico. Da Fonte Vetica sgorga infine una sorgente d'acqua che alimenta l'impianto idrico del comune di Castel del Monte.

### Clima
Le precipitazioni sfiorano il valore di 900 mm annui con un picco in autunno e tendenza a rapida diminuzione scendendo verso la parte meridionale dell'altopiano. Si presentano a carattere nevoso nel periodo compreso tra novembre e aprile con accumuli consistenti durante tutto l'inverno. La temperatura è molto rigida e si attesta su una media di –4 °C nel mese più freddo (febbraio) e +11,2 °C in quello più caldo (agosto); in inverno nella parte bassa della piana si raggiungono facilmente temperature di –25 °C.

### Accessibilità

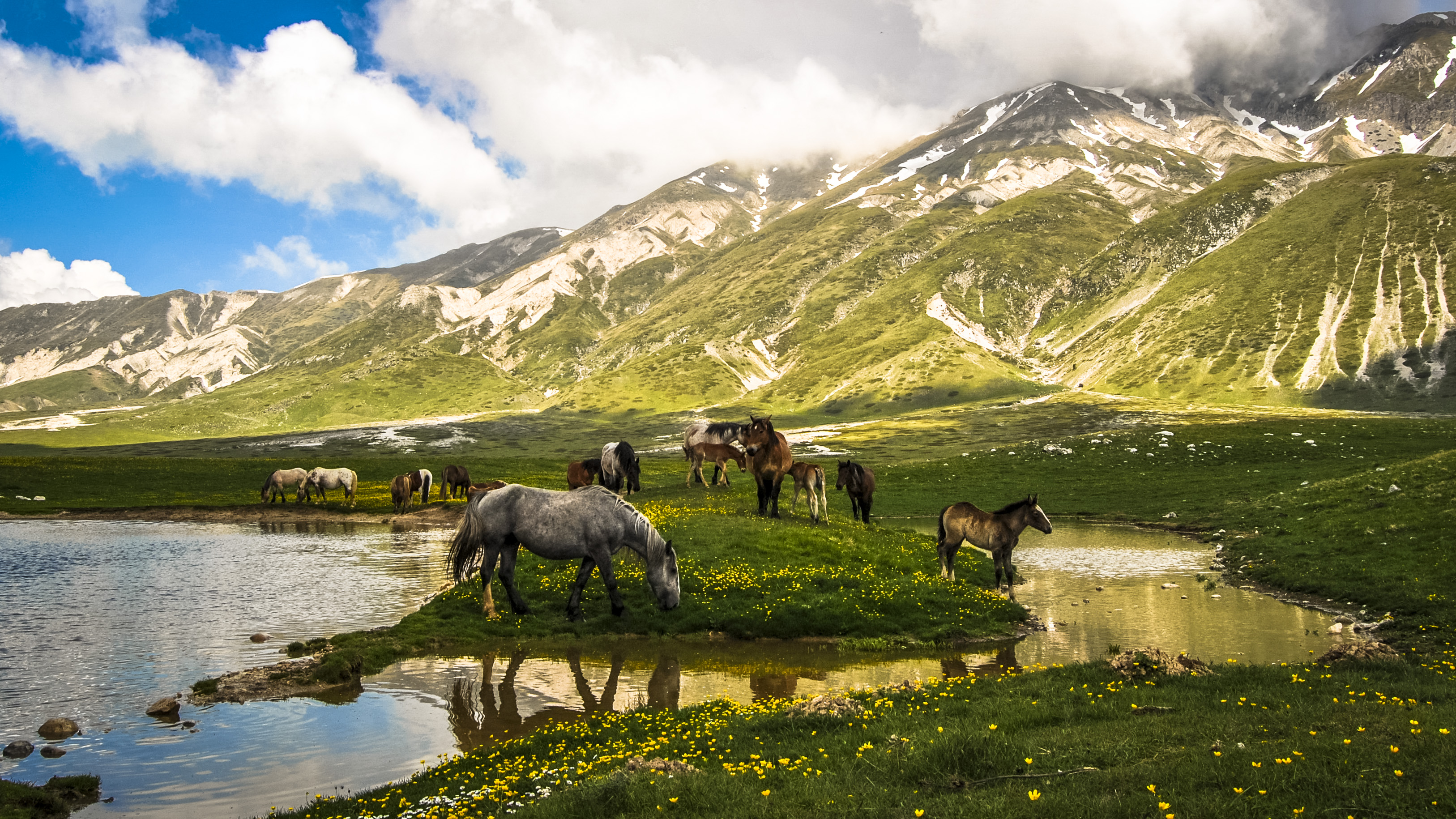
Mandria al pascolo nell'altopiano (Laghetto Pietranzoni), dietro il Monte Brancastello

L'accessibilità alla piana è garantita tutto l'anno grazie alla varietà di infrastrutture che la caratterizzano. La più diretta è la funivia del Gran Sasso, un moderno impianto a fune che dalla località Fonte Cerreto (1 150 m), all'interno del territorio comunale dell'Aquila e a poca distanza dall'uscita autostradale A24 di Assergi, consente di raggiungere i 2 130 m di quota dell'albergo di Campo Imperatore, stazione di monte degli impianti sciistici; la funivia ha una capienza di 100 persone e il percorso una durata di circa 7 minuti. In inverno rappresenta l'unico accesso possibile alla parte occidentale dell'altopiano.
Gli accessi automobilistici principali sono la SS 17 bis che dall'Aquila o dal Passo delle Capannelle sale verso Fonte Cerreto e, quindi, Campo Imperatore ridiscendendo in direzione Castel del Monte e due strade secondarie provenienti da Filetto e da Santo Stefano di Sessanio che si ricollegano alla SS 17 bis rispettivamente alle pendici di Montecristo e di Monte Bolza. Queste ultime sono spesso chiuse per neve durante la stagione invernale. Altri punti di accesso stradali sono Vado di Sole (1 621 m) a est, da Farindola e Castelli; il valico di Capo di Serre (1 600 m) a sud, da Castel del Monte, e Vado di Corno (1 962 m) a nord, da Isola del Gran Sasso, sede di un antico tracciato montano che collegava i versanti aquilano e teramano del Gran Sasso.

## Economia

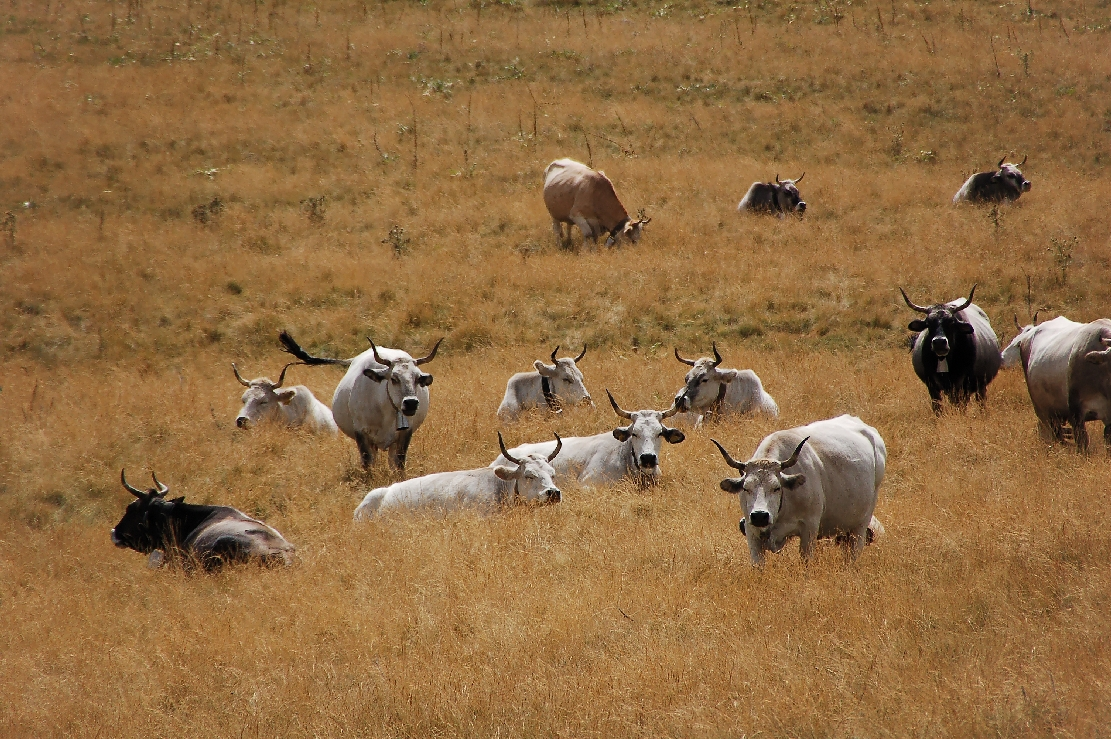
L'allevamento di bestiame, in forma di pastorizia (in passato anche transumante) è, assieme al turismo, l'attività primaria della zona

Campo Imperatore ha costituito per molti secoli, una delle principali risorse per l'allevamento, la pastorizia e la transumanza dell'intero Abruzzo e in particolare dei borghi circostanti l'altopiano, come anche la stessa Aquila.
Solo a partire dal XX secolo si è sviluppato il turismo, grazie soprattutto alla realizzazione dell'albergo e della funivia del Gran Sasso. La pratica degli sport, soprattutto invernali, è rimasta costante soprattutto grazie ad un innevamento perenne del comprensorio nella stagione invernale oltre che alla facilità di raggiungimento dalle principali arterie di comunicazione. Campo Imperatore, con il borgo di Assergi e la vicina Campo Felice, è stato inoltre uno dei luoghi montani d'Abruzzo preferiti da papa Giovanni Paolo II che era solito frequentare la zona d'estate in cerca di solitudine e meditazione; al pontefice è stata difatti intitolata la cima Giovanni Paolo II (2425 m) del Gran Sasso.
A partire dal XXI secolo, i borghi circostanti la zona, segnati da un gravissimo spopolamento, sono stati oggetto di interventi di recupero e pubblicità da parte di privati come nel caso dell'albergo diffuso di Santo Stefano di Sessanio. L'area è inoltre un ambito set cinematografico.

## Cultura

### Cinema

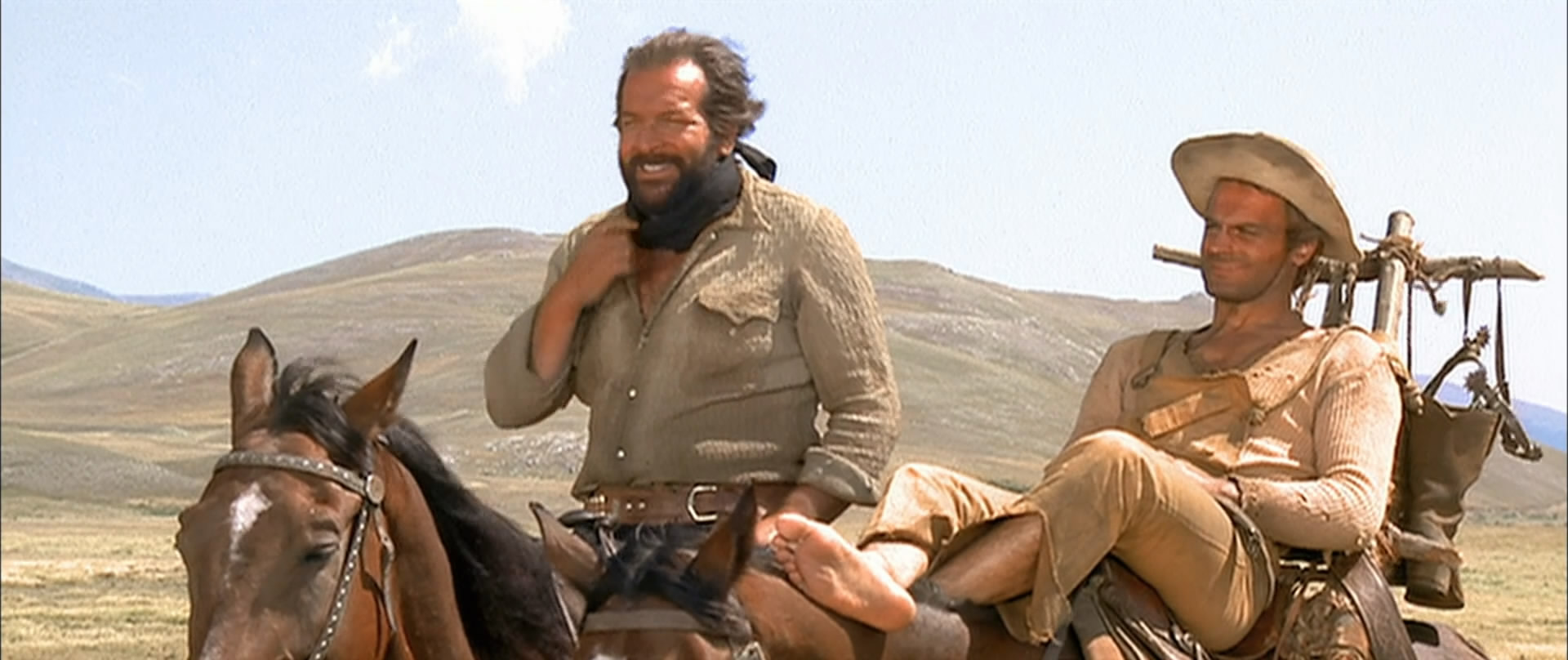
Una scena di ...continuavano a chiamarlo Trinità a Campo Imperatore

L'intera vallata è stata spesso scenario d'eccezione per film e spot pubblicitari, tra cui si ricordano Lo chiamavano Trinità... (1970) e ...continuavano a chiamarlo Trinità (1971) con Bud Spencer e Terence Hill, Il deserto dei Tartari con Vittorio Gassman e Philippe Noiret (1976) e Così è la vita con Aldo, Giovanni e Giacomo (1998); spot pubblicitari con testimonial d'eccezione, tra cui Leonardo DiCaprio, e anche alcune scene dei videoclip di Elisa, Eppure sentire (un senso di te) e di Simona Molinari, Nell'aria.
Nelle vicinanze, e in particolare a Rocca Calascio e Castel del Monte, sono stati poi girati film di livello internazionale, come Krull di Peter Yates (1983), Ladyhawke con Matthew Broderick, Rutger Hauer e Michelle Pfeiffer (1985), Yado con Arnold Schwarzenegger e Brigitte Nielsen (1985), Il nome della rosa con Sean Connery (1986) e The American con George Clooney (2010), mentre all'interno dei laboratori nazionali del Gran Sasso, al di sotto dell'altopiano, è stato girato e ambientato il film L'orizzonte degli eventi con Valerio Mastandrea (2005).

### Eventi
- Rassegna degli ovini (5 agosto): in località Fonte Macina, a sud di Campo Imperatore, si tiene annualmente la rassegna degli ovini, un evento centrale per il mondo della pastorizia abruzzese che consente l'incontro tra allevatori e produttori. In tale ambito, è celebre il canestrato di Castel del Monte, un formaggio pecorino a pasta dura più volte premiato nelle manifestazioni nazionali, oltre ad essere un presidio slow food.

## Monumenti e luoghi d'interesse

### Architetture civili

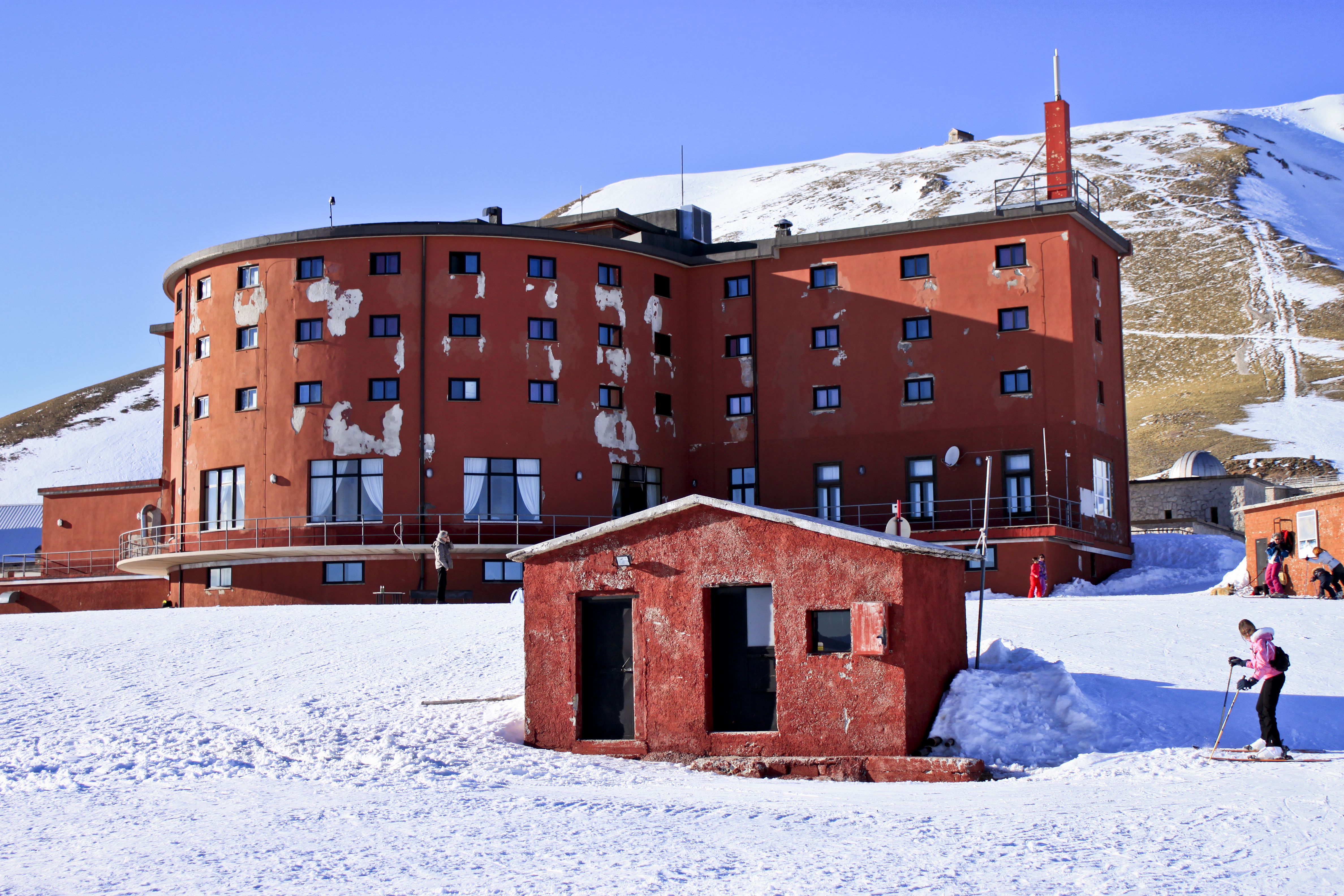
Hotel Campo Imperatore con il Monte Portella alle spalle

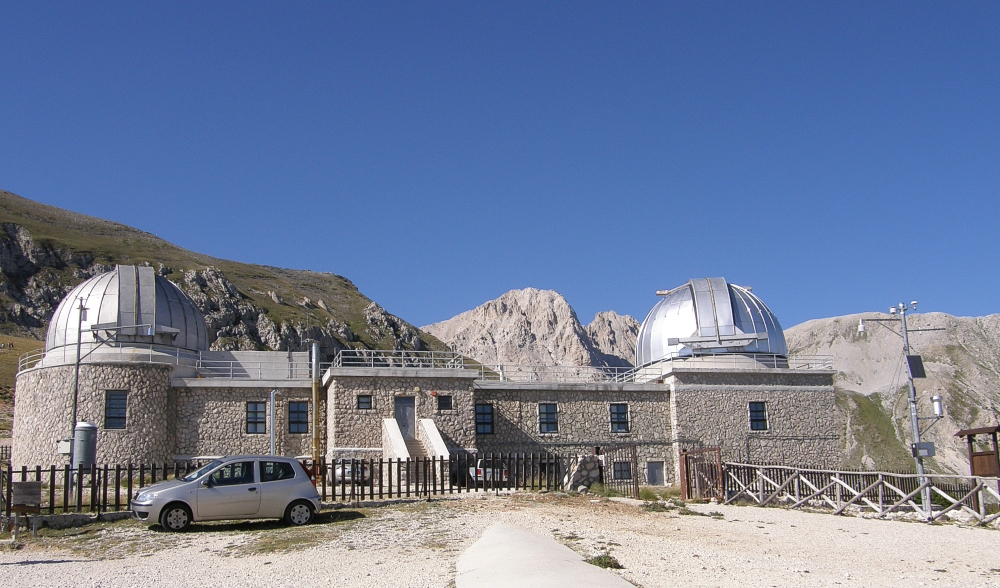
La stazione di osservazione gestita dall'Osservatorio astronomico d'Abruzzo

Albergo di Campo Imperatore
Realizzato negli anni trenta del XX secolo su progetto dell'ingegnere Vittorio Bonadè Bottino e ora in disuso, è celebre per essere stato l'ultima prigione di Benito Mussolini nel 1943, prima di essere liberato dai tedeschi nell'Operazione Quercia durante la Seconda guerra mondiale; la sua camera, con gli arredi originali perfettamente conservati, è visitabile a pagamento.
Stazione di osservazione astronomica
A causa della quota altimetrica e della lontananza da sorgenti di inquinamento luminoso e dell'aria, Campo Imperatore è considerato il luogo ideale per l'osservazione astronomica. La stazione di osservazione, posta anch'essa a poca distanza dall'albergo, è stata realizzata tra il 1948 e il 1955, equipaggiata con un telescopio di oltre un metro di diametro e gestita dall'Osservatorio astronomico d'Abruzzo. A partire dal 2001 la stazione di osservazione è stata sede del programma internazionale CINEOS che ha portato alla scoperta di 61000 asteroidi e 1500 nuovi oggetti, tra cui 6 near-Earth object e un planetoide.
Giardino botanico alpino di Campo Imperatore
A ridosso dell'albergo si trova il giardino botanico alpino di Campo Imperatore intitolato a Vincenzo Rivera e realizzato per iniziativa dell'omonimo fondatore ed ex-rettore dell'Università degli studi dell'Aquila su un'area di circa 3500 m²; il giardino, con annesso museo, è gestito dal dipartimento di scienze ambientali dello stesso ateneo abruzzese in collaborazione con il Parco nazionale del Gran Sasso e Monti della Laga.

### Architetture religiose

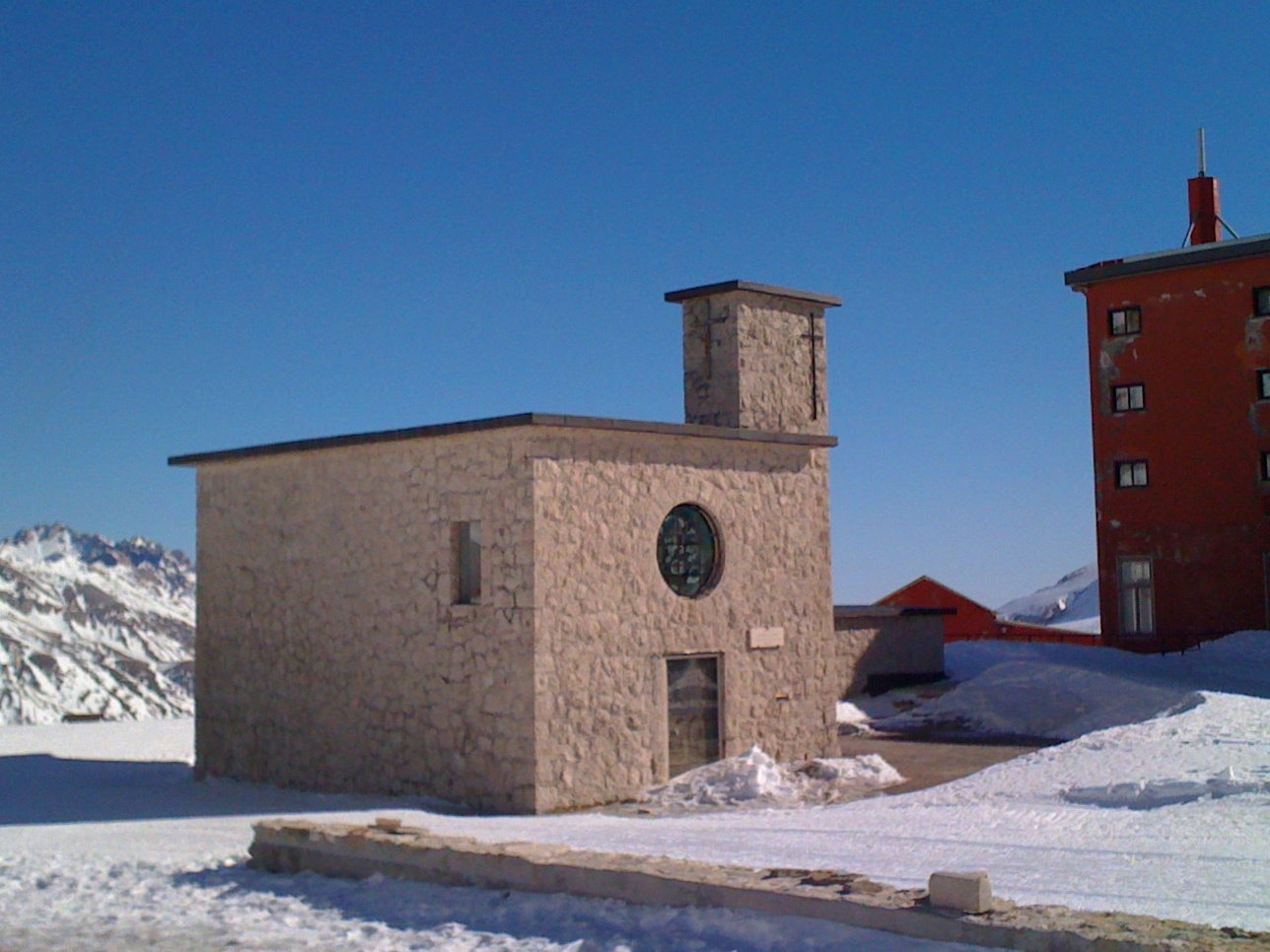
La chiesa della Madonna della Neve a lato dell'albergo di Campo Imperatore

Chiesa della Madonna della Neve
Piccolo edificio religioso situato a ridosso dell'albergo di Campo Imperatore, considerato tra i più elevati in Europa. Venne realizzato nel 1934, restaurato nel 1992 e consacrato nel 1993 da papa Giovanni Paolo II.
Oratorio di Santa Maria della Pietà
L'oratorio trova a poca distanza dal castello di Rocca Calascio. La sua costruzione risale al XVI secolo come oratorio per i pastori che si muovevano da Santo Stefano di Sessanio verso la valle dell'Aterno. La chiesa ha pianta ottagonale, con cupola a otto spicchi, con lanterna centrale. L'interno ha alcuni affreschi.
Ruderi del monastero di Santa Maria del Monte
Grangia edificata nel 1222 che faceva parte dei possedimenti dell'abbazia di Santa Maria di Casanova.

## Sport

### Sci e sport invernali

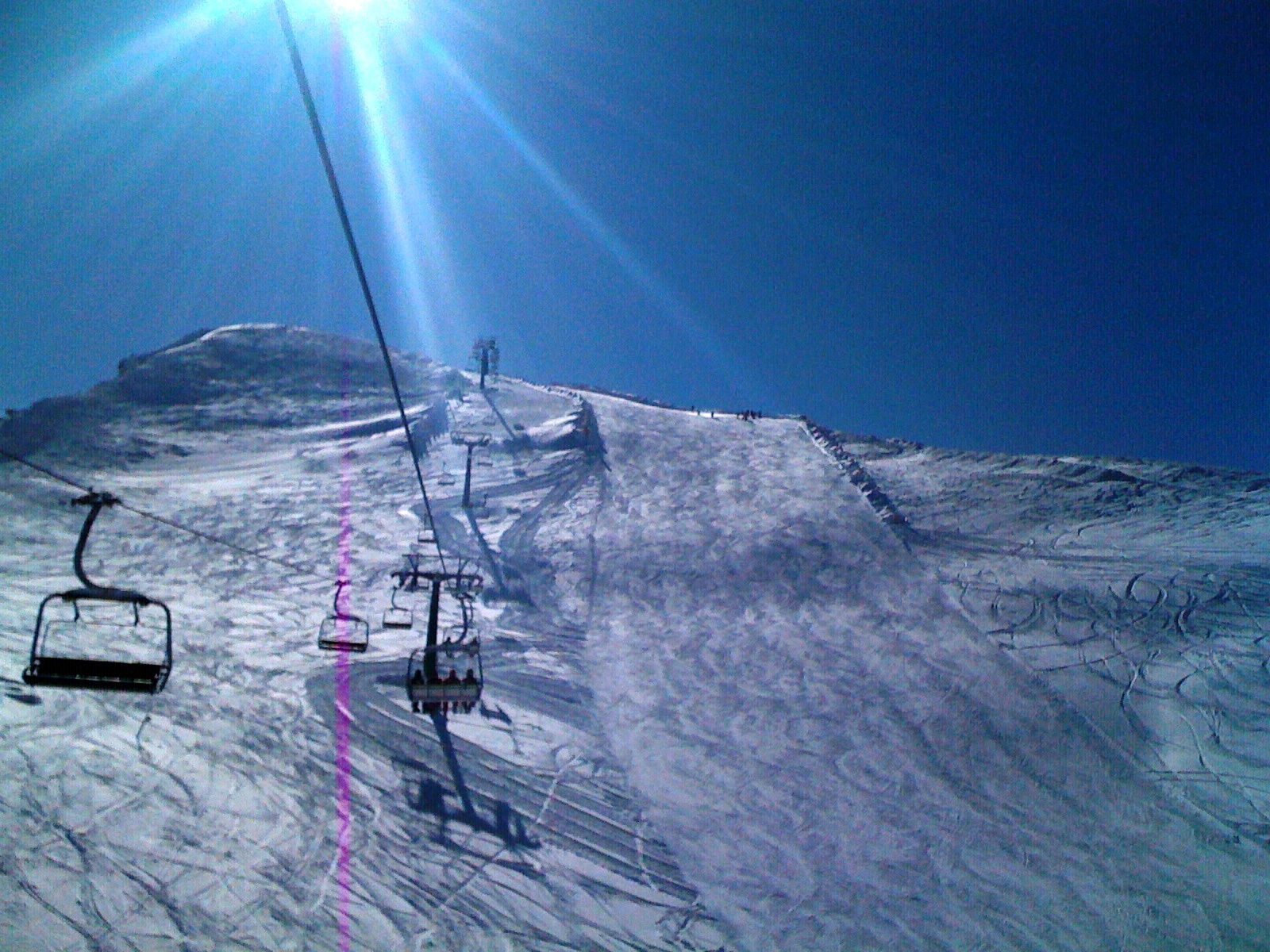
Impianti sciistici sul Monte Scindarella

Campo Imperatore è sede di un'omonima stazione sciistica, la prima nata sugli Appennini, tra le più elevate dell'intera catena e in media tra le più nevose del territorio italiano.
Gli impianti di risalita, che si sviluppano all'estremità occidentale dell'altopiano, tra la valle detta delle Fontari e il Monte Scindarella, comprendono in tutto 3 impianti che coprono un totale di 15 km di piste da sci per lo sci alpino, cui si aggiungono oltre 60 km per lo sci nordico. Dispone inoltre di uno snow park per lo snowboard, con piste half pipe e boarder cross, e di un anello per lo sci di fondo. Ampia è inoltre la possibilità di sci alpinismo con diversi percorsi disponibili. In quota vi sono un ostello e il già citato hotel Campo Imperatore.
La stazione è collegata a valle dalla funivia del Gran Sasso e dispone di parcheggi e ulteriori strutture ricettive in località Fonte Cerreto. È inoltre unita nel comprensorio Tre Nevi con le località sciistiche di Campo Felice e Ovindoli-Monte Magnola ed esistono progetti per ampliarne il bacino sciistico mediante la realizzazione di nuovi impianti nella Fossa Paganica e a Montecristo.

### Escursionismo
Campo Imperatore è punto di partenza/arrivo di numerose traversate del massiccio del Gran Sasso quali quella che raggiunge il Lago di Provvidenza attraverso la Valle di Chiarino, quella che raggiunge Prati di Tivo-Pietracamela passando tra Corno Grande e Corno Piccolo attraverso il Rifugio Carlo Franchetti e il Vallone delle Cornacchie, oppure attraverso la Val Maone, quella che raggiunge Prato Selva attraverso la valle del Venacquaro, il Sentiero del Centenario e l'anello di Campo Pericoli, quella storico-religiosa da Assergi a Isola del Gran Sasso fino al Santuario di San Gabriele dell'Addolorata, attraversando i valloni e Vado di Corno.
L'altopiano è connesso ai principali borghi delle vicinanze, tra tutti Assergi, Calascio, Castel del Monte e Santo Stefano di Sessanio, da numerosi itinerari escursionistici percorribili a piedi, in bici o a cavallo. Il più celebre è l'Ippovia del Gran Sasso, un percorso ad anello, dotato di aree attrezzate per la sosta, che gira intorno al massiccio collegando i tre versanti aquilano, teramano e pescarese del Gran Sasso per un totale di circa 300 km, che lo rendono il più lungo d'Italia. Tale percorso tocca i bordi occidentali di accesso alla piana (Monte Cristo-Fossa di Paganica) e quelli meridionali (Piano del Voltigno), passando anche in corrispondenza dei sopraddetti rinomati centri storico-turistici.

### Alpinismo
È inoltre base di partenza per ascensioni ad alcune delle cime più importanti del Gran Sasso quali Pizzo Cefalone, Pizzo d'Intermesoli, Corno Grande, Monte Prena e Monte Camicia, alcune di queste con difficoltà alpinistiche. Da menzionare anche le ascese al Monte Portella attraverso il rifugio Duca degli Abruzzi, al Monte Aquila, e al Monte Scindarella di tipo escursionistico.

### Ciclismo

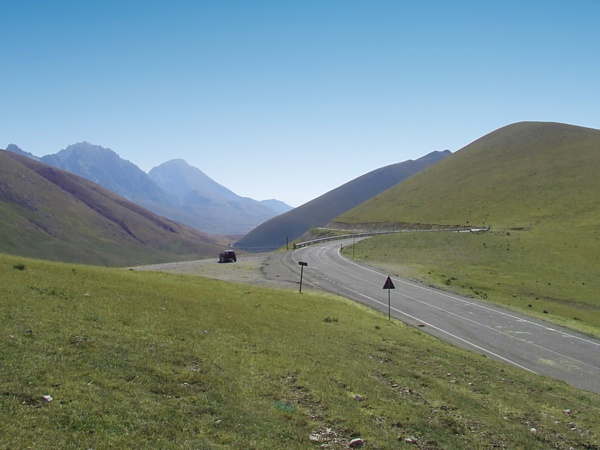
L'imbocco di Campo Imperatore dalla zona di Montecristo-Fossa di Paganica

In primavera ed estate Campo Imperatore è meta frequente di cicloturisti e appassionati di ciclismo. È stato inoltre più volte arrivo di tappa del Giro d'Italia:
| Edizione | Tappa | Percorso                         | km    | Vincitore di tappa   |
| -------- | ----- | -------------------------------- | ----- | -------------------- |
| 1971     | 5ª    | Pescasseroli > Campo Imperatore  | 198,0 | Vicente López Carril |
| 1985     | 14ª   | Frosinone > Campo Imperatore     | 195,0 | Franco Chioccioli    |
| 1989     | 8ª    | Roma > Campo Imperatore          | 179,0 | John Carlsen         |
| 1999     | 8ª    | Pescara > Campo Imperatore       | 253,0 | Marco Pantani        |
| 2018     | 9ª    | Pesco Sannita > Campo Imperatore | 224,0 | Simon Yates          |
| 2023     | 7ª    | Capua > Campo Imperatore         | 218,0 | Davide Bais          |

Uno dei percorsi più caratteristici è quello che partendo da Assergi (860 metri s.l.m.) o Fonte Cerreto (1 125 metri s.l.m.) arriva alla sommità di Campo Imperatore (2 128 metri s.l.m.) per un totale di 31~27 km e un dislivello complessivo di circa 1 360~1 120 metri suddiviso in due tronconi: a una prima parte, di 13,5~17,5 km e con una pendenza che varia tra il 4 e il 7%, che raggiunge la cosiddetta Fossa di Paganica (1 760 m s.l.m.), segue una discesa, un falsopiano e, quindi, la seconda salita di 5,7 km con pendenza al 9~10% circa. Il percorso è considerato uno dei più impegnativi dell'Italia centrale insieme al Terminillo e al Blockhaus.
Altri percorsi ciclisticamente interessanti sono quelli che raggiungono l'altipiano attraverso Capo di Serre da Ofena o Villa Santa Lucia degli Abruzzi passando per Castel del Monte (circa 1110 m di dislivello), i percorsi che salgono da Barisciano passando per Santo Stefano di Sessanio o da San Pio delle Camere passando per Carapelle Calvisio-Castelvecchio Calvisio-Calascio-Castel del Monte (circa 750 m di dislivello) così come quelli che raggiungono l'altipiano attraverso Vado di Sole da Castelli o Farindola (circa 1100~1200 m di dislivello), per poi immettersi tutti nella parte meridionale della piana. Diffuso e praticato anche il cicloturismo lungo la piana stessa.

### Mountain bike
L'intera piana, assieme ai luoghi limitrofi, è sfruttabile a livello ciclistico anche con innumerevoli percorsi di trekking in mountain bike di limitata difficoltà così come percorsi di downhill lungo i pendii che ridiscendono a valle dal Gran Sasso.